# Tournai Ramdam Festival
 (janvier 2025).
Si vous disposez d'ouvrages ou d'articles de référence ou si vous connaissez des sites web de qualité traitant du thème abordé ici, merci de compléter l'article en donnant les références utiles à sa vérifiabilité et en les liant à la section « Notes et références ».
 (janvier 2024).
 (janvier 2024).
La mise en forme du texte ne suit pas les recommandations de Wikipédia : il faut le « wikifier ».
Les points d'amélioration suivants sont les cas les plus fréquents. Le détail des points à revoir est peut-être précisé sur la page de discussion.
- Les titres sont pré-formatés par le logiciel. Ils ne sont ni en capitales, ni en gras.
- Le texte ne doit pas être écrit en capitales (les noms de famille non plus), ni en gras, ni en italique, ni en « petit »…
- Le gras n'est utilisé que pour surligner le titre de l'article dans l'introduction, une seule fois.
- L'italique est rarement utilisé : mots en langue étrangère, titres d'œuvres, noms de bateaux, etc.
- Les citations ne sont pas en italique mais en corps de texte normal. Elles sont entourées par des guillemets français : « et ».
- Les listes à puces sont à éviter, des paragraphes rédigés étant largement préférés. Les tableaux sont à réserver à la présentation de données structurées (résultats, etc.).
- Les appels de note de bas de page (petits chiffres en exposant, introduits par l'outil «  Source ») sont à placer entre la fin de phrase et le point final[comme ça].
- Les liens internes (vers d'autres articles de Wikipédia) sont à choisir avec parcimonie. Créez des liens vers des articles approfondissant le sujet. Les termes génériques sans rapport avec le sujet sont à éviter, ainsi que les répétitions de liens vers un même terme.
- Les liens externes sont à placer uniquement dans une section « Liens externes », à la fin de l'article. Ces liens sont à choisir avec parcimonie suivant les règles définies. Si un lien sert de source à l'article, son insertion dans le texte est à faire par les notes de bas de page.
- La présentation des références doit suivre les conventions bibliographiques. Il est recommandé d'utiliser les modèles {{Ouvrage}}, {{Chapitre}}, {{Article}}, {{Lien web}} et/ou {{Bibliographie}}. Le mode d'édition visuel peut mettre en forme automatiquement les références.
- Insérer une infobox (cadre d'informations à droite) n'est pas obligatoire pour parachever la mise en page.

Pour une aide détaillée, merci de consulter Aide:Wikification.
Si vous pensez que ces points ont été résolus, vous pouvez retirer ce bandeau et améliorer la mise en forme d'un autre article.
Pour les autres significations, voir Ramdam.
Le Tournai Ramdam Festival est un festival de cinéma qui a lieu à Tournai en Belgique et qui se définit comme « le festival du film qui dérange ». Il est organisé par une association sans but lucratif créée le 14 octobre 2010.

## Historique
Les fondateurs du Ramdam Festival sont au nombre de cinq : l’exploitant du cinéma Imagix, Notélé - télévision régionale de la Wallonie picarde, la Ville de Tournai, la Maison de la culture de Tournai et le Conseil de développement de la Wallonie picarde.
Selon les organisateurs, il faut entendre « qui dérange » dans le sens de « pas rangé, déplacé, inclassable » mais aussi dans le sens de « qui remue, questionne, suscite écho et débat, interpelle, chambarde, émeut, fait réfléchir, trouble, gêne, choque, importune, transgresse, bref, fait du rabouf, du raffut, du vacarme, avec toutes les nuances que la production d’un son comporte : du plus sourd au plus criant, du plus tapageur au plus mélodieux, du plus obsédant au plus limpide ».
La première édition a eu lieu du 18 au 25 janvier 2011 ; la marraine en était l’actrice, Lubna Azabal,,,. Depuis lors, Lubna Azabal est la marraine officielle du festival.
Chaque année, pour lancer officiellement le Tournai Ramdam Festival, les organisateurs proposent un premier rendez-vous aux festivaliers, une soirée de pré-lancement avec un film en avant-première, dans le courant du mois d'octobre ou novembre.
Le Tournai Ramdam Festival a la particularité d'avoir comme jury le public. En effet, ce sont les votes du public qui décident des lauréats. Après chaque séance, ils peuvent donner une note pour la qualité du film et pour le côté "dérangeant" du film. Depuis 2022, le public est amené a voter via l'App Ramdam.
En 2024, le festival bat son record de fréquentation avec plus de 35 000 entrées
La 15e édition du festival se déroule du 17 au 27 janvier 2025.

## Présentation

### Programmation
Les films proposés durant le festival sont répartis en plusieurs catégories selon les années :
- Les fictions : les films proposés sont des avant-premières belges et/ou des inédits.
- Les documentaires : tout comme les fictions, ce sont des inédits et/ou des avant-premières.
- Les re-découvertes : des films sortis avant la création du festival, et qui auraient pu avoir leur place dans la programmation du festival.
- Les Ramdam (belges) de l'année : depuis l'édition 2013, programmation de films belges sortis en salle entre deux éditions du Ramdam Festival et méritant le label Ramdam aux yeux du Comité de programmation.
- Les Ramdam internationaux de l'année : apparition de cette catégorie à l'occasion de la dixième édition.
- Les courts métrages nationaux et internationaux : sélection des meilleurs courts métrages belges et internationaux ainsi qu'une sélection kids.
- Les projections scolaires pour les élèves de 3 à 18 ans.

Catégories qui n'existent plus :
- Les rétrospectives : films qui ont marqué l'histoire du cinéma par leur caractère « dérangeant ».
- Les séries (à l'occasion de la 9e édition du festival)
- Les ateliers

### Soirée puis weekend Côté Courts
En 2013, le Ramdam Festival a commencé à organise une soirée courts-métrages en présence des réalisateurs. Ces séances se sont déroulées jusqu'en 2017 au Cinéma l'écran à Ath. Depuis 2018, les soirées courts métrages ont lieu en amont du festival. Lors de la 13e édition du festival, du 13 au 23 janvier 2023, le weekend courts-métrages aura lieu juste après la soirée d'ouverture (le 14 et 15 janvier 2023).

### Le concours Ciné-Pocket et Balance ton short
Le Ramdam Festival, en partenariat avec CinéPocket et Culture.Wapi, l'Agence culturelle de Wallonie picarde proposait un concours de réalisation de films,. Le concept était simple : réaliser un film de maximum deux minutes, avec un téléphone portable, autour d'une thématique qui dérange. Les films sont sélectionnés par un jury, composé de membres spécialisés dans le cinéma. Ces films sont projetés sur grand écran, lors d'une séance spéciale du Ramdam Festival. Plusieurs prix sont remis à cette occasion.
En 2015, le concours Cinépocket a innové en destinant le concours pour les moins de 15 ans, les moins de 25 ans et les plus de 25 ans. Aussi, pour la première fois le Ramdam festival a proposé deux thèmes pour la création d'un film d'une minute hors générique au lieu de deux minutes. Les thèmes étaient « le film qui dérange » et « le film de prévention décalée ».
En 2020, le concours Cinépocket se métamorphose en « Balance ton short », basé sur le même principe.
Pour l'édition 2023, l'obligation de filmer avec un téléphone portable n'existe plus.
En 2025, un partenariat avec les Maisons de Jeunes de Wallonie Picarde, permet à de nombreux jeunes issus de ces associations de prendre part au concours "Balance ton short" en réalisant des petits films sur des sujets marquants.

### Les prix
Pour chaque catégorie, Fiction, Documentaire, Courts-métrages et Ramdam de l'année, le public vote pour le meilleur film et le film le plus dérangeant.
Depuis l'édition 2013, un jury composé de journalistes décerne le prix de la presse au meilleur documentaire.

## Éditions

### 2025
La 15e édition du festival se déroule du 17 au 27 janvier 2025. Pour la soirée d'ouverture, c'est le film STRANGERS' CASE de Brandt ANDERSEN qui lance le festival.

### 2024
La quatorzième édition du Tournai Ramdam Festival s'est tenue du 12 au 22 janvier 2024 à Imagix Tournai.
Fréquentation : 35 321 entrées

#### Palmarès
Palmarès de la compétition “Côté-Courts"
- Prix du meilleur court métrage kids 4-8 ans : BATTERY MOMMY de Seung-Bae Jeon
- Prix du meilleur court métrage kids 8-12 ans : DES TRESSES de Leïla MACAIRE
- Prix du court métrage international le plus dérangeant : MUKBANGER de Hugo BECKER
- Prix du meilleur court métrage international : TONDEX 2000 de Jean-Baptiste LEONETTI
- Prix du court métrage belge le plus dérangeant : SE DIT D’UN CERF QUI QUITTE SON BOIS de Salomé CRICK
- Prix du meilleur court métrage belge : UNE VOIE LACTEE de Quentin MOLL-VAN ROYE

_
- La meilleure fiction est attribuée à AMAL de Jawad Rhalib
- La fiction la plus dérangeante est attribuée à HEROICO de David Zonana
- Le meilleur documentaire est attribué à TEHACHAPI de JR
- Le documentaire le plus dérangeant est attribué à UNE DES MILLE COLLINES de Bernard Bellefroid.
- Prix du Jury de la Presse : PURE UNKNOWN de Mattia Colombo et Valentina Cicogna
- Mention coup de cœur de la presse : ALLO LA FRANCE de Floriane Devigne.
- Prix clip clap (République démocratique du Congo) : Marcel KALUBI (Institut Zebi)
- Prix clip clap (Wallonie – Belgique) : Margaux PLACE (Arath – Athénée Royale d’Ath)
- Prix clip clap (Flandre – Belgique) : Bo-Eva Delgot
- Prix clip clap (France) : Elie Vermandel (Lycée de l’EIC de Tourcoing)
- Prix Open clip clap : Charline Maton

### 2023
La treizième édition a eu lieu du 13 au 23 janvier 2023 à Imagix Tournai

#### Palmarès 2023
(janvier 2023).
Fréquentations : 31 148 entrées
- Le prix du jury de la presse : A House made of Splinters de Simon Lereng Wilmon
- Le jury de la presse a décidé de remettre une mention spéciale à Chaylla de Clara Teper et Paul Pirritano
- Le prix du documentaire le plus dérangeant : Eleven Days in May de Mohammed Sawwaf et Michael Winterbottom
- Le prix du meilleur documentaire : Into the Ice de Lars Ostenfeld
- Le prix de la fiction la plus dérangeante : Noémie dit Oui de Geneviève Albert
- Le prix de la meilleure fiction : Le Bleu du Caftan de Maryam Touzani
- Le prix du court-métrage belge le plus dérangeant : Izigo de Manu Coeman
- Le prix du meilleur court-métrage belge : Les Silencieux de Basile Vuillemin
- Le prix du court-métrage international le plus dérangeant : Flounder de David Cutler-Kreutz et Sam Cutler-Kreutz
- Le prix du meilleur court-métrage international : Carla de Kamel Guemra
- Le prix du meilleur court-métrage dans la catégorie Kids 4-8 ans : Dans la Nature de Marcel Barelli
- Le prix du meilleur court-métrage dans la catégorie Kids 8-12 ans : Bolide de Juliette Gilot
- Le 1er Prix Clip Clap France : Magalie Hauspie (CFA Centre de formation aux apprentis, Tourcoing)
- Le 1er Prix Clip Clap Belgique :Violette Deltour (Collège Notre-Dame de Kain)
- Le 1er prix Open Clip Clap : Thomas Dequidt (Uni-cité)

### 2022
La douzième édition s'est déroulée du 15 au 25 janvier 2022 à Imagix Tournai

#### Programmation

##### Soirée de lancement
- Boy from Heaven de Tarik Saleh

##### Fictions (compétition)
- La Vraie Famille de Fabien Gorgeart
- Ils sont vivants de Jérémie Elkaïm
- Les Héroïques de Maxime Roy
- Goliath de Frédéric Tellier
- I'm your man de Maria Schrader
- L'événement de Audrey Diwan
- Amira de Mohamed Diab
- Piccolo Corpo de Laura Samani
- Shadow Country de Bohdan Slama
- Dans les yeux de Tammy Faye de Michael Sowalter
- Inexorable de Fabrice Du Welz
- Mass de Fran Kranz
- L'ennemi de Stephan Streker
- Les innocents de Eskil Vogt
- La dernière tentation des belges de Jan Bucquoy
- La MIF de Frédéric Baillif
- The blind man who didn't want to see the Titanic de Teemu Nikki
- Delo de Aleksey German Jr
- Cadejo Blanco de Justin Lerner
- Mediterraneo de Marcel Barrena
- Nowhere Special de Uberto Pasolini
- Les Promesses de Thomas Kruithof
- Leave no traces de Jan Matuszynski
- Nowhere de Peter Monsaert
- Animals de Nabil Ben Yadir
- Simone, le voyage du siècle de Olivier Dahan
- On est fait pour s'entendre de Pascal Elbé
- 200 mètres de Ameen Nayfeh
- Presque de Bernard Campan et Alexandre Jollien

##### Fiction hors-compétition
- La Belle Verte de Coline Serreau

##### Documentaires (compétition)
- The Children of the Ennemy de Gorki Glaser-Muller
- Le Tombeau de l'Amiante de Nina Toussaint et Marie-Anne Mengeot
- The Reason I Jump de Jerry Rothwel
- Debout les femmes de Gilles Perret et François Ruffin
- L'Affaire "Collective"de Alexander Nanau
- Zinder de AIcha Macky
- The Bubble de Valérie Blankenbyl
- We believe in Dinosaurs de Monica Long Ross et Clayton Brown
- L'Empire du Silence de Thierry Michel
- Who We Were de Marc Bauder
- Marcher sur l'Eau de Aïssa Maïga

##### Documentaires hors-compétition
- La Mesure des Choses de Patric Jean
- Bigger Than Us de Flore Vasseur
- Animal de Cyril Dion
- Wild Gene de Joris Gijsen
- The Dissident de Bryan Fogel

##### Ramdam Belge de l'année
- La Civil de Teodora Ana Mihai
- Les Intranquilles de Joachim Lafosse
- Un Monde de Laura Wandel
- Red Sandra de Jan Verheyen et Lien Willaert

##### Ramdam International de l'année
- Sun Children de Majid Majidi
- Quo Vaïdis Aïda de Jasmila Zbanic
- Pleasure de Ninja Thyberg
- La Fracture de Catherine Corsini
- There is no Evil de Mohammad Rasoulof

##### Palmarès 2022
- La meilleure fiction : « La Vraie Famille » de Fabien Gorgeart
- La fiction la plus dérangeante : « Animals » de Nabil Ben Yadir
- Le meilleur documentaire : « L’empire du silence » de Thierry Michel
- Le documentaire le plus dérangeant : « L’affaire collective » de Alexander Nanau
- Prix de la Presse et de la Critique (UCC-UPCB) : « L’empire du silence » de Thierry Michel
- La mention coup de cœur : « L’affaire collective » de Alexander Nanau
- Le meilleur court-métrage belge : « T’es morte Hélène » de Michiel Blanchart
- Le court-métrage belge le plus dérangeant : « L’eau à la bouche » d’ Emmanuelle Huynh
- Le meilleur court-métrage international : « Free fall » d’Emmanuel Tenenbaum
- Le court-métrage le plus dérangeant : « The Van » d’Erenik Beqiri
- Prix de l’Héroïne la plus époustonflante: « Anne » interprétée par Anamaria Vartolomei dans « l’Evènement » de Audrey Diwan

### 2021
La onzième édition du festival est annulée pour cause de pandémie. En remplacement, l'équipe du festival propose durant le mois de janvier 2021, la possibilité de revivre les meilleurs films des éditions précédents via la plateforme "Ramdam évasion" mis en ligne spécialement pour l'occasion. Durant le mois de mai 2021, en partenariat avec la Maison de la Culture de Tournai, le festival propose un week-end de "cinéma drive-in".

### 2020
La dixième édition du festival s'est déroulée du 18 au 28 janvier 2020 à Imagix Tournai.

#### Programmation

##### Soirée de prélude
- La fameuse invasion des ours en Sicile de Lorenzo Mattotti

###### Fictions (compétition)
- Filles de joie de Frédéric Fonteyne et Anne Paulicevich
- Bombshell de Jay Roach
- Richard Jewell de Clint Eastwood
- Jojo Rabbit de Taika Waititi
- Muidhond de Patrice Toye
- Made in Bangladesh de Rubaiyat Hossain
- Un fils de Mehdi Barsaoui
- Dark Waters de Todd Haynes
- Light of my life de Casey Affleck
- Deux de Filippo Meneghetti
- American skin de Nate Parker
- Resin de Daniel Joseph Borgman
- Divino Amor de Gabriel Mascaro
- Watch List de Ben Rekhi
- System Crasher (Benni) de Nora Fingscheidt
- Corpus Christi de Jan Komasa
- Official Secrets de Gavin Hood
- Babyteeth de Shannon Murphy
- Monos de Alejandro Landes
- Heavy Craving de Pei-Ju Hsieh
- Antigone de Sophie Deraspe
- Swallow de Carlo Mirabella-Davis
- La Forêt de mon père de Véro Cratzborn
- A girl missing de Koji Fukada
- Queen & Slim de Melina Matsoukas

###### Fiction (hors compétition)
- Sama Rak de Lionel Croes

###### Documentaires (compétition)
- The great green wall de Jared P. Scott
- Madame de Stéphane Riethauser
- Blue the film de Karina Holden
- Que sea ley de Juan Solanas
- The Cave de Feras Fayyad
- Human Nature de Adam Bolt
- 5B de Paul Haggis et Dan Krauss
- Ayotzinapa, el paso de la tortuga de Enrique Garcia Meza
- La prochaine fois que je viendrai au monde de Philippe de Pierpont
- Advocate de Rachel Leah Jones et Philippe Bellaiche
- Thanatos de Pierre Barnérias
- Woman de Anastasia Mikova et Yann Arthus Bertrand

###### Documentaires (hors compétition)
- 10 ans de bruit ! de Anna Lawan
- La disgrâce de Didier Cros
- Mon nom est clitoris de Lisa Billuart-Monet et Daphné Leblond
- The Price of Everything de Nathaniel Kahn

###### Documentaires Architecture (hors compétition)
- Marteen Van Severen : Addicted to every possibility de Moon Blaisse
- Charlotte Perriand, pionnière de l'art de vivre de Stéphane Ghez

###### Ramdam belge de l'année
- Lola vers la mer de Laurent Micheli
- Le jeune Ahmed de Jean-Pierre et Luc Dardenne
- Duelles d'Olivier Masset-Depasse
- Nuestras Madres de Cesar Diaz

###### Ramdam International de l'année
- Roubaix une lumière de Arnaud Desplechin
- Sorry we missed you de Ken Loach
- Bacurau de Kléber Mendonca Filho et Juliano Dornelles
- Adults in the room de Costa-Gavras

###### Kids
- La Fameuse Invasion des ours en Sicile de Lorenzo Mattotti

### 2019
L'édition 2019 du Tournai Ramdam Festival s'est déroulée du 12 au 22 janvier 2019 à Imagix Tournai.

#### Programmation

##### Soirée de prélude
- Niet Schieten de Stijn Coninx

##### Fictions (compétition)
- Green Book : Sur les routes du sud de Peter Farrelly
- Styx de Wolfgang Fischer
- L'Heure de la sortie de Sébastien Marnier
- Donbass de Sergei Loznitsa
- La Chute de Sparte de Tristan Dubois
- Tel Aviv on Fire de Sameh Zoabi
- Gräns de Ali Abbasi
- Vice de Adam McKay
- Foniks de Camilla Strom Henriksen
- High life de Claire Denis
- O clube dos Canibais de Guto Parente
- Ceux qui travaillent de Antoine Russbach
- L'Œuvre sans auteur de Florian Henckel von Donnersmarck
- Une intime conviction de Antoine Raimbault
- Fatwa de Mahmoud Ben Mahmoud
- Let me fall de Baldvin Z
- Ayka de Sergey Dvortsevoy
- El Angel de Luis Ortega
- The Tale de Jennifer Fox
- Les Salopes ou le sucre naturel de la peau de Renée Beaulieu
- Seule à mon mariage de Marta Bergman
- Emma Peeters de Nicole Palo

##### Documentaires (compétition)
- Of fathers and sons de Talal Derki
- Chris the Swiss de Anja Kofmel
- Welcome to Sodom de Christian Krönes et Florian Weigensamer
- Premières solitudes de Claire Simon
- Le Temps des forêts de François-Xavier Drouet
- #Female Pleasure de Barbara Miller
- Anote's ark de Matthier Rytz
- Genesis 2.0 de Christian Frei et Maxime Arbugaev
- RBG de Betsy West et Julie Cohen
- Primas de Laura Bari
- À l'infini de Edmond Carrere

##### Documentaires (hors compétition)
- Nul homme n'est une île de Dominique Marchais
- The price we pay de Harold Crooks

##### Ramdam belges de l'année
- Niet Schieten de Stijn Coninx
- My Beautiful Boy de Felix Van Groeningen
- Girl de Lukas Dhont
- Nos batailles de Guillaume Senez

##### Coup de cœur
- Les Chatouilles d'Andréa Bescond et Éric Métayer
- Capharnaüm de Nadine Labaki

##### Kids
- Dilili à Paris de Michel Ocelot

#### Palmarès 2019

##### Ramdam de l’année
- Meilleur film : Niet Schieten
- Film le plus dérangeant : My Beautiful Boy

##### Fictions
- Meilleur film : Werk Ohne Autor
- Film le plus dérangeant : Let me fall

##### Documentaires
- Meilleur documentaire : Le Temps des forêts
- Documentaire le plus dérangeant : Of fathers and sons

##### Prix courts métrages kids
Meilleur court métrage : Avec thelma

##### Prix courts métrages belges
- Meilleur court métrage : Une sœur
- Le plus dérangeant : Lost in the middle

##### Prix courts métrages internationaux
- Meilleur court métrage : Skin
- Le plus dérangeant : Fucking drama

##### Prix presse
- Meilleur film : CHRIS THE SWISS

### 2018
L'édition 2018 du Tournai Ramdam Festival s'est déroulée du 13 au 23 janvier 2018 à Imagix Tournai.

#### Programmation

##### Soirée de prélude
- Zagros de Samir Omar Kalifa

##### Fictions
- In the Fade de Fatih Akın
- Ice Mother de Bohdan Slama
- A Ghost Story de David Lowery
- The Florida Project de Sean S. Baker
- Gangsta de Adil Arbi et Bilall Fallah
- Le Semeur de Marine Francen
- Carnivores de Jérémie Renier et Yannick Renier
- Wajib d'Annemarie Jacir
- Under The Tree de Hafsteinn Gunnar Sigurosson
- I Am Not a Witch de Rungano Nyoni
- demonios tus ojos de Pedro Aguilera
- Bitter Flowers d'Olivier Meys
- Brutti E Cattivi de Cosimo Gomez
- Pin Cushion de deborah Haywood
- Jusqu'à la garde de Xavier Legrand
- Razzia de Nabil Ayouch
- The Captain - L'Usurpateur de Robert Schwentke
- The Rider de Chloé Zhao
- Chien de Samuel Benchetrit
- Hannah de Andrea Pallaoro
- L'Insulte de Ziad Doueiri
- Pentagon Papers de Steven Spielberg

##### Documentaires
- L'École de la vie de Maite Alberdi
- Malaria Business de Bernard Crutzen
- Taste of Cement de Ziad Kalthoum
- Rive gauche de Safia Kessas et Joël Franka
- Carré 35 d'Éric Caravaca
- I know you are there de Thom Vander Beken
- Cocaïne Prison de Violeta Ayala
- Sexo, pregações e politica de Aude Chevalier-Beaumel et Michaël Gimenez
- Human Flow de Ai Weiwei
- Makala d'Emmanuel Gras
- Thank you for the rain de Julia Dahr et Kisilu Musya

##### Atelier d'architecture
- Koolhaas Houselife de Ila Bêka et Louise Lemoine

##### Ramdam de l'année
- Grave (film, 2016) de Julia Ducournau
- Façades de Kaat Beels et Nathalie Basteyns
- Tueurs de François Troukens et Jean-François Hensgens
- Sprakeloos de Hilde Van Mieghem
- Une famille syrienne de Philippe Van Leeuw
- Zagros de Sahim Omar Kalifa

##### Coup de cœur
- La Belle et la Meute de Kaouther Ben Hania

##### (Re)Découverte
- La Raison du plus faible de Lucas Belvaux
- Vase de noces de Thierry Zéno
- Belgian Disaster de Patrick Glotz
- C'est arrivé près de chez vous de Rémy Belvaux, André Bonzel et Benoît Poelvoorde

##### Kids
- Le Vent dans les roseaux de Arnaud Demuynck, Nicolas Liguor, Rémi Durin, Anais Sorrentino et Madina Ishakova.

#### Palmarès final (prix du public)
- FICTION
  - La fiction la plus dérangeante : JUSQU’À LA GARDE de XAVIER LEGRAND
  - La meilleure fiction : L’INSULTE de ZIAD DOUEIRI
- LE RAMDAM BELGE
  - Le Ramdam belge de l’année le plus dérangeant : GRAVE de JULIA DUCOURNAU
  - Le meilleur Ramdam belge de l’année : INSYRIATED de PHILIPPE VAN LEEUW
- DOCU
  - Le documentaire le plus dérangeant : TASTE OF CEMENT de ZIAD KALTHOUM
  - Le meilleur documentaire : HUMAN FLOW de AI WEIWEI
- PRIX DE LA CRITIQUE UCB – UCC
  - Documentaire le plus dérangeant : MALARIA BUSINESS
  - Documentaire coup de cœur : THANK YOU FOR THE RAIN
- COURTS MÉTRAGES
  - Compétition nationale
    - Le court métrage belge le plus dérangeant : YOU’RE LOST, LITTLE GIRL de CEDRIC BOURGEOIS
    - Le meilleur court métrage belge : DOWNSIDE UP de PETER GHESQUIERE

  - Compétition internationale
    - Le court métrage international le plus dérangeant : CARGO de KARIM RAHBANI
    - Le meilleur court métrage international : PANTHEON DISCOUNT de STEPHAN CASTANG

### 2017

#### Programmation

##### Soirée de prélude
- Angle Mort en présence de l'équipe du film: Nabil Ben Yadir (réalisateur), Jan Decleir, Peter Van den Begin et Soufiane Chilah.

##### Fictions
- Le Disciple de Kirill Serebrennikov (Russie)
- 3000 nuits de Mai Masri (Palestine)
- Heartstone de Gudmundur Arnar Gudmundsson (Islande)
- Manchester by the sea de Kenneth Lonergan (États- Unis)
- Prevenge d'Alice Lowe (Grande- Bretagne)
- The Giant de Johannes Nyholm (Suède)
- La Region Salvaje d'Amat Escalante (Mexique)
- Brimstone de Martin Koolhoven (Pays- Bas)
- Noces de Stephan Streker (Belgique)
- Nelly d'Anne Emond (Canada)
- Zoologie de Ivan Ivanovitch Tverdovski (Russie)
- Miss Sloane de John Madden (États-Unis)
- Welcome to Norway de Rune Denstad Langlo (Norvège)
- Lion de Garth Davis (États- Unis)
- Orpheline de Arnaud des Pallières (France)
- Glory de Kristina Grozeva et Petar Valchanov (Bulgarie)
- Illégitime de Adrian Sitaru (Roumanie)
- Nebel Im August de Kai Wessel (Germany)

##### Documentaires
- Power to change de Carl A. Fechner (Allemagne)
- Belle de nuit: Grisélidis real de Marie-Eve de Grave (Belgique)
- Mapplethorpe: look at the pictures de Fenton Bailey et Randy Barbato (États-Unis)
- Pas sans nous de Sigrid Klausmann (Allemagne)
- Houston, we have a problem de Zika Virc (Slovénie)
- Une Jeune fille de 90 ans de Valéria Bruni- Tedeschi et Yann Coridian (France)
- #MyEscape de Elke Sasse (Allemagne)
- A German Life (Allemagne)
- Dernières nouvelles du Cosmos de Julie Bertucelli (France)
- Time to Choose de Charles Henry Ferguson (États-Unis)
- Rising Tides de Jason Lazarus Auerbach (États-Unis)
- Burning out de Jérôme Lemaire (France)
- Zero days de Alex Gibney (États-Unis)

##### Ramdam (belges) de l'année
- Home de Fien Troch (Belgique)
- L'Économie du couple de Joachim Lafosse (Belgique)
- Belgica de Félix Van Groeningen (Belgique)

##### Film coup de cœur
- Kiki, Love to Love de Paco Leon (Espagne)

##### Film Découverte
- Tanna de Bentley Dean et Martin Butler (Vanuatu/ Australie)

##### Atelier d'architecture
- La compétition de Angel Borrego Cubero (Espagne)

##### Kids
- Ma Vie de Courgette de Claude Barras (Suisse/ France)
- La Tortue Rouge de Michael Dudok de Wit (France/Belgique/Japon)
- La Jeune Fille sans Mains de Sébastien Laudenbach (France)

### 2016

#### Programmation

##### Soirée de prélude
- Black en présence des deux réalisateurs, Adil El Arbi et Bilall Fallah, et des deux acteurs, Martha Canga Antonio et Aboubakr Bensaihi.

##### Fictions
- Spotlight de Tom McCarthy (réalisateur) (États-Unis)
- Les Oubliés (Under sandet) de Martin Zandvliet (Danemark)
- Dope de Rick Famuyima (États-Unis)
- Keeper de Guillaume Senez (Belgique)
- Bang Gang de Eva Husson (France)
- Remember de Atom Egoyan (Canada-Allemagne)
- Er ist wieder da de David Wnendt (Allemagne)
- 45 ans d'Andrew Haigh (Grande-Bretagne)
- Mina Walking de Yosef Baraki (Canada)
- James White de Josh Mond (États-Unis)
- Chocolat de Roschdy Zem (France)

##### Documentaires
- He named me Malala de David Guggenheim
- Demain de Mélanie Laurent et Cyril Dion
- Un vrai faussaire de Jean-luc Léon
- L'Odorat de Kim Nguyen
- Born in Gaza d'Herman Zin
- The Look of Silence de Joshua Oppenheimer
- Red Lines d'Andrea Kallin et Oliver Lukacs
- Bureau de chômage de Charlotte Grégoire et Anne Schiltz
- The True cost d'Andrew Morgan

##### Rétrospectives
- Le Piège à cons de Jean-Pierre Mocky
- Y a-t-il un Français dans la salle ? de Jean-Pierre Mocky
- Un linceul n'a pas de poches de Jean-Pierre Mocky
- Jean-Pierre Mocky de Jean-Pierre Mocky
- L'Étalon de Jean-Pierre Mocky

##### Ramdam (belges) de l'année
- Préjudice de Antoine Cuypers
- Problemski Hotel de Manu Riche
- Welcome Home de Philippe de Pierpont
- D'Ardennen de Robin Pront
- Black d'Adil El Arbi et Bilall Fallah

##### Ateliers Ramdam
- La fête est finie de Nicolas Burlaud
- Adama de Simon rouby

##### Coup de cœur
- Ixcanul de Jayro Bustamante

##### Côté Courts
- Zoufs de Tom Boccara
- Putain de Cypria Donato
- Les sœurs Floris de David Verlant
- L'Ours noir de Xavier Seron
- Dans la joie et la bonne humeur de Jeanne Boukraa
- Sans Mobile Fixe de Jérôme Peters
- Repreive de Lorian James Delman

#### Les prix

##### Prix pour le meilleur film
- Catégorie fiction : Les Oubliés (Under sandet) de Martin Zandvliet (Danemark)
- Catégorie documentaire : Demain de Mélanie Laurent et Cyril Dion
- Catégorie rétrospective : L'Étalon de Jean-Pierre Mocky
- Catégorie ramdam (belge) de l'année : Black d'Adil El Arbi et Bilall Fallah
- Catégorie courts métrages : Repreive de Lorian James Delman

##### Prix pour le film le plus dérangeant
- Catégorie fiction : Les Oubliés (Under sandet) de Martin Zandvliet (Danemark)
- Catégorie documentaire : Red Lines d'Andrea Kallin et Oliver Lukacs
- Catégorie rétrospective : Un linceul n'a pas de poches de Jean-Pierre Mocky
- Catégorie ramdam (belge) de l'année : Black d'Adil El Arbi et Bilall Fallah
- Catégorie courts métrages : Sans mobile fixe de Jérôme Peters

### 2015
L'édition 2015 du Ramdam festival fut particulière. En effet, elle a été marquée par la décision des autorités de la Ville de Tournai de fermer le complexe Imagix et donc d'interdire le Festival, le jeudi 22 janvier 2015 à 17 h jusqu'au mercredi 28 janvier inclus, et cela pour cause de menaces élevées d'attentats terroristes. Cet ordre de fermeture a été levé le dimanche 25 matin et le 5e Ramdam a donc pu redémarrer après 72 h de fermeture. Le programme du festival a été repris dans son ensemble jusqu'à la soirée de clôture le mardi 27 janvier. Grâce à la générosité du complexe Imagix Tournai, un des cinq fondateurs du Ramdam Festival, le Festival a pu reprogrammer des séances de rattrapage jusqu'au samedi 31 janvier inclus.

#### Programmation

##### Soirée de prélude
- Night Call en présence de Jean-Jacques Jespers et Christophe Giltay, tous deux journalistes, afin de débattre du film.

##### Fictions
- Melody de Bernard Bellefroid (Belgique)
- The Dark Horse de James Napier Robertson (Nouvelle-Zélande)
- 52 Tuesdays de Sophie Hyde (Australie)
- Hermosa Juventud de Jaime Rosales (Espagne)
- Durak de Youri Bykov (Russie)
- The Major de Youri Bykov (Russie)
- Blind de Eskil Vogt (Norvège / Pays-Bas)
- The Voices de Marjane Satrapi (États-Unis)
- Hope de Boris Lojkine (France)
- You're Not You de George C. Wolfe (États-Unis)
- Les Nouveaux Sauvages de Damián Szifron (Argentine / Espagne)
- Whiplash de Damien Chazelle (États-Unis)

##### Documentaires
- The Essence of Terror de Andreas Rochsen
- This is my Land de Tamara Erdé
- Les insoumises de Eric Guéret
- Liên de Mê Linh de Jean-Marc Turine
- Les enfants des nuages, la dernière colonie de Javier Bardem et Alvaro Longoria
- Waiting for August de Teodora Mihai
- La Nef des fous de Nicolas D'Agostino et Patrick Lemy
- L'urgence de ralentir de Philippe Borrel
- En quête de sens de Nathanaël Coste

##### Rétrospectives
- Les Sentiers de la gloire de Stanley Kubrick
- On achève bien les chevaux de Sydney Pollack
- Le Pantalon de Yves Boisset
- Le Juge Fayard dit Le Shériff de Yves Boisset
- Trainspotting de Danny Boyle
- Funny Games de Michael Haneke

##### Ramdam (belges) de l'année
- Je suis à toi de David Lambert
- Je te survivrai de Sylvestre Sbille
- Welp de Jonas Govaerts
- Alleluia de Fabrice Du Welz
- Deux jours, une nuit des frères Dardenne

##### Ateliers Ramdam
- Peau d'âne de Jacques Demy
- Capelito et ses amis de Rodolfo Pastor
- National Gallery de Frederick Wiseman
- Plogoff, des pierres contre des fusils de Nicole Le Garrec et Felix Le Garrec
- Conférence sur le Tax shelter

##### Coup de cœur
- Timbuktu de Abderrahmane Sissako

##### Côté Courts
- Elena de Marco Bellocchio
- Marie-Jeanne de Cédric Larcin
- Solo Rex de François Bierry
- Labyrinthe de Mathieu Labaye
- Une brume, un matin de Nicolas Buysse et Joachim Weismann

#### Les prix

##### Prix pour le meilleur film
- Catégorie fiction : You're Not You de George C. Wolfe
- Catégorie documentaire : En quête de sens de Nathanaël Coste
- Catégorie rétrospective : Le Juge Fayard dit Le Shériff de Yves Boisset
- Catégorie ramdam (belge) de l'année : Je te survivrai de Sylvestre Sbille

##### Prix pour le film le plus dérangeant
- Catégorie fiction : Hope de Boris Lojkine (France)
- Catégorie documentaire : Liên de Mê Linh de Jean-Marc Turine
- Catégorie rétrospective : Funny Games de Michael Haneke
- Catégorie ramdam (belge) de l'année : Alleluia de Fabrice Du Welz

Ces prix ont été décernés par le public mais le comité directeur et de programmation du ramdam a décidé de remettre un prix cette année, celui du film le plus dérangeant. Il l'a attribué à tous les films en compétition puisqu'ils ont dérangé à tel point que le Ramdam a été suspendu pendant 72 heures.

##### Prix de la presse
À la suite de l'interruption du festival, il n'a pas été possible de remettre un prix de la presse.

#### Les invités
- Lubna Azabal (Belgique) : marraine du festival
- Walter Donado (Argentine) : acteur dans Les Nouveaux Sauvages
- James Napier Robertson (Nouvelle-Zélande) : réalisateur de The Dark Horse
- Andreas Rochsén (Suède) : réalisateur de The Essence of terror
- Tamara Erdé (France-Israël) : réalisatrice de This is my Land
- Vincent Tavier (Belgique) : scénariste de Alleluia
- Lucie Debay (Belgique) : actrice de Melody

D'autres invités, cités ci-dessous, devaient venir mais à la suite de l'annulation impromptue du festival et à des imprévus personnels, ils n'ont pas su se libérer pour la prolongation.
- Youri Bykov (Russie) : réalisateur de The Major et de Durak
- Jean-Michel Balthazar (Belgique) : acteur de Je suis à toi
- Sylvestre Sbille (Belgique) : réalisateur de Je te survivrai
- Teodora Mihai (Roumanie) : réalisatrice de Waiting for August
- Jean-Marc Turine (Belgique) : réalisatrice de Liên de Mê Linh
- Yves Boisset (France) : réalisateur du Le Juge Fayard dit Le Shériff et Le Pantalon
- Nathanaël Coste (France) : réalisateur de En quête de sens
- Pierre Rabhi (Algérie) : pour débattre du film En quête de sens
- Nicolas D'Agostino (Belgique) : réalisateur de La Nef des fous
- Steve Houben (Belgique) : musicien de jazz venu débattre pour le film Whiplash
- Les frères Dardenne (Belgique) : réalisateurs de Deux jours, une nuit

Comme certains réalisateurs, cités ci-dessous, n'ont pas pu se déplacer pour des raisons personnelles, le Ramdam a organisé un débat avec eux via Skype.
- Sophie Hyde (Australie) : réalisatrice de 52 Tuesdays
- Eskil Vogt (Norvège) : réalisateur de Blind
- Philippe Borrel (France) : réalisateur de L'urgence de ralentir
- Teodora Mihai (Roumanie) : réalisatrice de Waiting for August

### 2014
L'édition 2014 du festival a eu lieu du 21 au 28 janvier 2014 à l'Imagix de Tournai,. La marraine du festival était Lubna Azabal. Gérard Depardieu était le parrain de la rétrospective et acteurs des films diffusés dans cette catégorie (sauf Salo ou les 120 jours de Sodome).

#### Programmation

##### Soirée de prélude
- La Marche en présence du réalisateur Nabil Ben Yadir, de l'acteur Nader Boussandel, du monteur Damien Keyeux et du marcheur historique Toumi Djaidja.

##### Fictions
- Dallas Buyers Club de Jean-Marc Vallée
- Ugly d'Anurag Kashyap
- Blackbird de Jason Buxton
- De Behandeling de Hans Herbots
- Nymphomaniac de Lars von Trier
- Guerrière (Kriegerin) de David Wnendt
- Post partum de Delphine Noëls
- Eastern Boys de Robin Campillo

##### Documentaires
- The Act of Killing de Joshua Oppenheimer
- Winter, Go Away! (Hiver, va-t'en !) de Sofia Rodkevich, Elena Khoreva, Denis Klebleev, Dimitry Kubasov, Askold Kurov, Nadezhda Leonteva, Anna Moiseenko, Madina Mustafina, Anton Seregin et Alexey Zhiryakov
- Super Trash de Martin Esposito
- Scarlet Road de Catherine Scott
- À ciel ouvert de Mariana Otero
- Dancing in Jaffa d'Hilla Medalia
- Inequality for all de Jacob Kornbluth
- Tous cobayes ? de Jean-Paul Jaud

##### Rétrospectives
- Salò ou les 120 Journées de Sodome de Pier Paolo Pasolini
- Tenue de soirée de Bertrand Blier
- Les Valseuses de Bertrand Blier
- La Dernière Femme de Marco Ferreri
- Préparez vos mouchoirs de Bertrand Blier
- Maîtresse de Barbet Schroeder

##### Ramdam (belges) de l'année
- The Broken Circle Breakdown de Felix Van Groeningen
- Het Vonnis de Jan Verheyen
- La Marche de Nabil Ben Yadir
- La Vie d'Adèle d'Abdellatif Kechiche

##### Ateliers Ramdam
- Gangs of Wasseypur d'Anurag Kashyap
- Le Vilain Petit Canard de Garri Bardine
- Conférence de Benoît Labourdette : « Le téléphone portable est-il l'avenir du cinéma ? »

##### Côté Courts
- La faveur des moineaux de Serge Mirzabekiantz
- Cache-Cache de Dia'Azzeh
- Au nom de l'honneur de Nathalie Leclercq
- U.H.T. de Guillaume Senez
- GGG de Gilles Bindi
- Au plus haut des cieux de Quentin Piron
- Premier pas de Grégory Lecocq
- Copier Cloner de Louis Rigaud

#### Les prix

##### Prix pour le meilleur film
- Catégorie fiction : Dallas Buyers Club de Jean-Marc Vallée
- Catégorie documentaire : Dancing in Jaffa d'Hilla Medalia
- Catégorie rétrospective : Tenue de soirée de Bertrand Blier
- catégorie ramdam (belge) de l'année : Alabama Monroe (The Broken Circle Breakdown) de Felix Van Groeningen

##### Prix pour le film le plus dérangeant
- Catégorie fiction : De Behandeling de Hans Herbots
- Catégorie documentaire : The Act of Killing de Joshua Oppenheimer
- Catégorie rétrospective : Salò ou les 120 Journées de Sodome de Pier Paolo Pasolini
- Catégorie ramdam (belge) de l'année : Le Verdict (Het Vonnis) de Jan Verheyen

##### Prix de la presse
- The Act of Killing de Joshua Oppenheimer

#### Les invités
- Lubna Azabal (Belgique) : marraine du festival et actrice dans La Marche
- Gérard Depardieu (France/Belgique) : parrain de la rétrospective et acteurs des films diffusés dans cette catégorie (sauf Salo ou les 120 jours de Sodome)
- Craig Borten (USA) : scénariste de Dallas Buyers Club
- Anurag Kashyap (Inde) : réalisateur de Ugly et de Gangs of Wasseypur
- Vikas Bahl (Inde) : producteur de Ugly
- Stacy Martin (Franco-britannique) : actrice dans Nymphomaniac
- Delphine Noëls (Belgique) : réalisatrice de Post partum
- Olivier Rabourdin (Français) : acteur de Eastern Boys de Robin Campillo
- Pye Jackobsson (Suède) : actrice (figurante) dans Scarlet Road
- Sofia Rodkevich (Russie) : réalisatrice de Winter, Go Away!
- Jean-Paul Jaud (France) : réalisateur de Tous cobayes ?
- Mariana Otero (France) : réalisatrice d'À ciel ouvert
- Hans Herbots (Belgique) : réalisateur du film Le Traitement (De Behandeling)
- Peter Bouckaert (Belgique) : producteur de Het Vonnis et du Traitement (De Behandeling)
- Geert Van Rampelberg (Belgique) : acteur du film Le Traitement (De Behandeling)
- Johan Van Assche (Belgique) : acteur du film Le Traitement (De Behandeling)
- Brit Van Hoof (Belgique) : actrice du film Le Traitement (De Behandeling)
- Laura Verlinden (Belgique) : actrice du film Le Traitement (De Behandeling)
- Michaël Vergauwen (Belgique) : acteur du film Le Traitement (De Behandeling)
- Ina Geerts (Belgique) : actrice du film Le Traitement (De Behandeling)

### 2013
L'édition 2013 du festival a eu lieu du 15 au 22 janvier 2013 à l'Imagix de Tournai. La marraine du festival était Lubna Azabal.

#### Programmation

##### Soirée de prélude
- Au nom du fils[16],[17]. en présence du réalisateur Vincent Lannoo, de l'actrice Astrid Whettnall ainsi que du producteur Lionel Jadot

##### Fictions
- Rebelle de Kim Nguyen
- Une histoire d'amour d’Hélène Fillières
- God Bless America de Bobcat Goldthwait
- La Pirogue de Moussa Touré
- L'Ivresse de l'argent de Im Sang-soo
- Broken de Rufus Norris
- Después de Lucía de Michel Franco
- Zero Dark Thirty de Kathryn Bigelow

##### Documentaires
- Khaos, les visages humains de la crise grecque d'Ana Dumitrescu
- My Land de Nabil Ayouch
- In my mother's arms de Mohamed Al-Daradji
- Bruxelles-Kigali de Marie-France Collard
- Marina Abramovic, The artist is present de Matthew Akers et Jeff Dupre
- Taste the Waste de Valentin Thurn
- The Queen of Versailles de Lauren Greenfield

##### Rétrospectives
- The Night of the Hunter de Charles Laughton
- le Bonheur d'Agnès Varda
- Délivrance de John Boorman
- Schizophrenia de Gerald Kargl
- La Merditude des choses de Felix Van Groeningen

##### Ramdam (belges) de l'année
- À perdre la raison de Joachim Lafosse
- Au nom du fils de Vincent Lannoo

##### Ateliers Ramdam
- Conférence de Pierre Oswald, psychiatre aux Marronniers de Tournai : « Pourquoi va-t-on au cinéma pour rire, pleurer, se faire peur ? »
- L'Homme d'à côté de Gastón Duprat et Mariano Cohn
- La bataille de la Pyramide de Frédéric Compain

##### Côté Courts
- Dimanche de Valérie Rosier
- À ton vieux cul de Nègre d'Aurélien Bodinaux
- Sirène de Lune de Psyché Piras et Sophie Collay
- Sac de nœuds d'Eve Duchemin
- Bizness de Manu Coemen
- Duo de volailles, sauce chasseur de Pascale Hecquet

#### Les prix

##### Prix pour le meilleur film
- Catégorie fiction : Broken de Rufus Norris
- Catégorie documentaire : My Land de Nabil Ayouch
- Catégorie rétrospective : La merditude des choses de Felix Van Groeningen

##### Prix pour le film le plus dérangeant
- Catégorie fiction : Después de Lucía de Michel Franco
- Catégorie documentaire : Bruxelles-Kigali de Marie-France Collard
- Catégorie rétrospective : Schizophrenia de Gerald Kargl

##### Prix de la presse
- The Queen of Versailles de Lauren Greenfield

#### Les invités
- Lubna Azabal (Belgique) : marraine du festival
- Kim Nguyen (Canada) : Réalisateur de Rebelle
- Hélène Fillières (France) : Réalisatrice d'Une histoire d'amour
- Matthieu Tarot (France) : Producteur d'Une histoire d'amour
- Philippe Bourgueil (Belgique) : Monteur d'Une histoire d'amour
- Thierry Tacheny (Belgique) : directeur de télévision invité pour God Bless America
- Moussa Touré (Sénégal) : Réalisateur de La Pirogue
- Im Sang-soo (Corée du Sud) : Réalisateur de L'Ivresse de l'argent
- Eloise Laurence (Grande-Bretagne) : Actrice de Broken
- Claire Burt (Grande-Bretagne) : Actrice de Broken
- Reda Kateb (France) : Acteur de Zero Dark Thirty
- Ana Dumitrescu (Grèce) : Réalisatrice de Khaos, les visages humains de la crise grecque
- Marie-France Collard (Belgique) : Réalisatrice de Bruxelles-Kigali
- Vincent Lannoo (Belgique) : Réalisateur de Au nom du fils
- Astrid Whettnall (Belgique) : Actrice de Au nom du fils

### 2012
L'édition 2012 du festival a eu lieu du 17 au 24 janvier 2012 à l'Imagix de Tournai. La marraine du festival était Lubna Azabal.

#### Programmation

##### Soirée de prélude
- Hasta la vista en présence du réalisateur Geoffrey Enthoven, de l'actrice Isabelle De Hertogh ainsi que du producteur Mariano Vanhoof

##### Fictions
- Sleeping Beauty de Julia Leigh
- Beauty d’Oliver Hermanus
- Detachment de Tony Kaye
- En secret de Maryam Keshavarz
- Margin Call de J. C. Chandor
- Elles de Małgorzata Szumowska
- Tot altijd (À tout jamais) de Nic Balthazar
- Tyrannosaur de Paddy Considine

##### Documentaires
- Revenge of The Electric Car de Chris Paine
- Nobody's Perfect de Niko Von Glasow
- My Barefoot Friend de Seong-Gyou Lee
- L'Affaire Chebeya, un crime d'État ? de Thierry Michel
- Les Nouveaux Chiens de garde de Gilles Balbastre et Yannick Kergoat
- Tears of Gaza de Vibeke Lokkeberg

##### Rétrospectives
- Le Rendez-vous des quais de Paul Carpita
- Déjà s'envole la fleur maigre de Paul Meyer (cinéaste)
- Portier de nuit de Liliana Cavani
- De bruit et de fureur de Jean-Claude Brisseau
- Bullhead (Rundskop) de Michaël R. Roskam

#### Les prix[18]

##### Prix pour le meilleur film
- Catégorie fiction : Detachment de Tony Kaye et Tot altijd de Nic Balthazar
- Catégorie documentaire : Tears of Gaza de Vibeke Lokkeberg
- Catégorie rétrospective : Bullhead de Michaël R. Roskam

##### Prix pour le film le plus dérangeant
- Catégorie fiction : Tot altijd de Nic Balthazar
- Catégorie documentaire : Tears of Gaza de Vibeke Lokkeberg
- Catégorie rétrospective : Bullhead de Michaël R. Roskam

#### Les invités
- Lubna Azabal (Belgique) : marraine du festival
- Tony Kaye (USA) : réalisateur de Detachment
- Adrien Brody (USA) : acteur de Detachment
- Nic Balthazar (Belgique) : réalisateur de Tot altijd
- Julia Leigh (Australie): réalisatrice de Sleeping Beauty
- Didier Costet (France) : scénariste de Beauty
- Diarmid Scrimshaw (Grande-Bretagne) : producteur de Tyrannosaur
- Sarah Kazemy (France/Iran) : actrice de En secret
- Sofia Plich et Bianca Vogel (Allemagne) : actrices de Nobody’s perfect
- Thierry Michel (Belgique) : réalisateur de L'Affaire Chebeya, un crime d'État ?
- Gilles Balbastre (France) : co-réalisateur de Les Nouveaux Chiens de garde
- Bruno Stevens (Belgique) : journaliste-photographe belge, à l’occasion de la projection du film Tears of Gaza
- Lubomir Gueorguiev : le film My Barefoot Friend
- Geoffrey Enthoven (Belgique) : réalisateur de Hasta la vista
- Isabelle De Hertogh (Belgique) : actrice de Hasta la vista
- Mariano Vanhoof (Belgique) : producteur de Hasta la vista

### 2011
L'édition 2011 du festival a eu lieu du 18 au 25 janvier 2011 à l'Imagix de Tournai. La marraine du festival était Lubna Azabal.

#### Programmation

##### Fictions
- Bas-fonds d'Isild Le Besco
- Biutiful d’Alejandro González Iñárritu
- Daniel y Ana de Michel Franco
- The Housemaid d'Im Sang-soo
- L'Étrangère de Feo Aladag
- Année bissextile de Michael (Leslie) Rowe
- Incendies (film) de Denis Villeneuve

##### Documentaires
- Armadillo de Janus Metz
- Black Diamond de Pascale Lamche
- L'Affaire Coca-Cola de German Guttierrez et Carmen Garcia
- Torture made in USA de Marie-Monique Robin
- La Vida loca de Christian Poveda
- Faites le mur ! de Banksy
- Burdus de Julia Bacha
- L'Empire du milieu du sud de Jacques Perrin et Eric Deroo

##### Rétrospectives
- Viridiana de Luis Buñuel
- Le Souffle au cœur de Louis Malle
- La Grande Bouffe de Marco Ferreri
- Camping Cosmos de Jan Bucquoy
- Shortbus de John Cameron Mitchell

#### Les prix

##### Prix pour le meilleur film
- Catégorie fiction : Die Fremde de Feo Aladag
- Catégorie documentaire : Armadillo de Yanus Metz
- Catégorie rétrospective : Viridiana de Luis Buñuel

##### Prix pour le film le plus dérangeant
- Catégorie fiction : Die Fremde de Feo Aladag
- Catégorie documentaire : Torture made in USA de Marie-Monique Robin
- Catégorie rétrospective : Viridiana de Luis Buñuel

#### Les invités
- Lubna Azabal (Belgique) : marraine du festival et actrice d’Incendies
- Valérie Nataf (France) : actrice de Bas-fonds
- Ginger Romàn (France) : actrice de Bas-fonds
- Noémie Le Carrer (France) : actrice de Bas-fonds
- Javier Bardem (Espagne): acteur de Daniel y Ana
- Lars Kree (Danemark) : directeur de la photographie d’Armadillo
- Carole Solive (France) : productrice de La Vida loca
- Jan Bucquoy (Belgique) : réalisateur de Camping Cosmos